# 馬里昂縣 (堪薩斯州)
馬里昂縣（英語：Marion County，簡稱MN）是位於美國堪薩斯州中部偏東部的一個縣。面積2,470平方公里。根據美國2000年人口普查，共有人口13,361人。縣治馬里昂。
成立於1855年8月30日。縣名名稱來自俄亥俄州同名的縣。